# 268 Łotewski Batalion Schutzmannschaft Erglu
268 Łotewski Batalion Schutzmannschaft „Erglu” (niem. Lettische Schutzmannschafts Bataillon 268 „Erglu”) – kolaboracyjny pomocniczy oddział policyjny złożony z Łotyszy podczas II wojny światowej

## Historia
16 marca 1942  w Lipawie rozpoczęło się formowanie 18 Łotewskiego Batalionu Schutzmannschaft. 22 marca dowództwo objął ppłk Jānis Rucels. Kilka dni później Niemcy podjęli decyzję, że batalion ma składać się z pięciu kompanii, a nie trzech. 20 kwietnia rozpoczęto służbę wartowniczą w Lipawie. 6 maja do batalionu została czasowo dołączona 44-osobowa grupa saperska z 24 Łotewskiego Batalionu Schutzmannschaft "Talsu". 18 maja oddział przemianowano na 268 Łotewski Batalion Schutzmannschaft "Erglu". 9 czerwca wyłączono z niego 4 i 5 kompanie, na bazie których rozpoczęto formować Batalion Rezerwowy. W tym czasie Łotysze przygotowywali się do wyjazdu na okupowane tereny sowieckie. 28 czerwca batalion wizytował generalny dyrektor samorządu łotewskiego w Komisariacie Rzeszy "Ostland" Oskars Dankers. 3 lipca nadszedł rozkaz o wyjeździe do Dniepropietrowska. Batalion liczył wówczas 16 oficerów, 52 podoficerów i 474 szeregowych policjantów. Na wyposażeniu miał 12 karabinów maszynowych. Łotysze umundurowani byli w uniformy po armii łotewskiej. 6 lipca przybyli oni do Mińska, zaś 12 lipca do miejsca podróży. Od 23 lipca prowadzono szkolenie wojskowe. 30 lipca Niemcy dozbroili Łotyszy 12 sowieckimi karabinami maszynowymi i 27 pistoletami maszynowymi. Na początku sierpnia batalion rozpoczął zadania antypartyzanckie i ochronne. Pod koniec września miał on zostać przeniesiony na okupowane ziemie polskie, ale z powodu złej sytuacji niemieckich wojsk pod Stalingradem w poł. listopada trafił do Zagłębia Donieckiego, wykonując te same zadania, co wcześniej. W styczniu 1943 do batalionu dołączono ukraińskich Hilfswillige (Hiwis). W lutym do zadań batalionu doszło konwojowanie sowieckich jeńców wojennych. Pod koniec marca powrócono do Dniepropietrowska. Batalion liczył ok. 360-400 ludzi. Kiedy Armia Czerwona zaczęła przekraczać Dniepr, przetransportowano go do Krzywego Rogu, gdzie Łotyszy zaskoczył atak radzieckich czołgów. Wycofali się oni w nieładzie wzdłuż Dniepru. Stamtąd zostali odesłani do okupowanej Polski. Pod koniec stycznia 1944 powrócili na Łotwę do Rygi. 2 lutego batalion został rozformowany, zaś jego policjanci trafili do 22 Łotewskiego Batalionu Schutzmannschaft "Daugava" i nowo formowanego 2 Łotewskiego Pułku Policyjnego "Liepāja".